# سوق الثلاثاء (أضم)
سوق الثلاثاء بأضم الواقع جنوب محافظة الطائف وشرق محافظة الليث يعد من أقدم الأسواق الشعبية في المملكة العربية السعودية حيث تذكر المصادر التاريخية الموجودة الآن أنه يعود إلى القرن السادس عشر الميلادي أي أكثر من أربع مئة سنة وما زال هذا السوق يقاوم الزمن حيث كان هذا السوق منطقة للتجمع القبائل العربية للشراء والبيع حيث كان يحتوي على كل ما يتمناه الناس في ذلك الزمن وعلى الرغم من مرور السنوات وانتقال السوق إلى مكان قريب من القديم إلا أن السوق القديم ما زال قائم يقاوم الايام والسنين حيث لم يفقد إلا أشياء بسيطة بسبب اهمال الجهات المختصة فيه حفظة.